# Goma-2 EC
La Goma-2 EC es un potente explosivo (de la clase denominada vulgarmente dinamita) de fabricación española para uso industrial (sobre todo en minería) por la empresa MAXAM. 
A estos explosivos se les llama goma debido a su aspecto gelatinoso, estando su uso bastante extendido en España, además de exportarse al extranjero.
Aproximadamente un 7% de la composición de la Goma-2 EC es dinitrotolueno (DNT), que es un producto altamente tóxico.
Sus características explosivas son muy similares a las de la Goma-2 ECO.